# Maniac (película)
Maníaco (en inglés: Maniac), es una película de terror psicológico y gore estadounidense de 1980 sobre un asesino en serie trastornado y traumatizado que arranca el cuero cabelludo a sus víctimas para ponérselo a sus maniquíes. Fue dirigida por William Lustig y escrita por Joe Spinell y C.A. Rosenberg. Joe Spinell también desarrolló la historia e interpreta al personaje principal.
La película en el momento de su estreno causó mucha polémica por su crudeza y violencia; pero con el pasar de los años se ha convertido en una película de culto.

## Argumento
Frank Zito es un asesino en serie ítalo-americano, de edad madura, solitario, con sobrepeso y veterano de Vietnam, que vive en un distrito no especificado de Nueva York, donde trabaja como encargado de un pequeño complejo de apartamentos. Sin que lo sepan sus inquilinos, Frank es un asesino en serie que padece un extraño caso de trastorno esquizoide de la personalidad, debido a una dramática y triste infancia con su madre.
Pasa las noches acechando y matando a mujeres, arrancándoles el cuero cabelludo y llevando la cabellera y ropa de sus víctimas a casa para decorar su creciente colección de maniquíes . Una vez que el maniquí se ha decorado a su gusto, Frank duerme con él por varias noches, utilizándolos para conversar con su difunta madre, una prostituta abusiva que lo sometió a años de maltrato físico y psicológico antes de morir en un accidente de tráfico y dejarlo huérfano. Inexplicablemente, después de varias noches, Frank se cansa del maniquí, poniéndolo en diferentes partes de su apartamento antes de buscar otra víctima.
Una tarde pasando por Central Park, Frank ve que ha sido fotografiado por una fotógrafa de modas llamada Anna. Consiguiendo su nombre de la etiqueta de equipaje que guarda en su bolso, Frank le sigue la pista pero queda tan impresionado con su trabajo artístico que en lugar de matarla, la invita a cenar y comienza a salir con ella. Mientras la visita en el set de su última sesión de fotos, se llena de ira por los desprecios y comentarios de Rita, una de las modelos de Anna, a la cual le roba una joya, usándola como pretexto para ir a su apartamento esa misma noche para secuestrarla. Frank acude sigilosamente a la casa de Rita, donde empieza a sufrir un delirio creyendo que es su madre, declarando su amor eterno por ella antes de apuñalarla. Luego mutila su cuerpo y se deshace de él, para luego asistir a su funeral con Anna.
Una noche, camino al cine, Frank lleva a Anna a la tumba de su madre mientras su contacto con la realidad se va deteriorando hasta sufrir otro brote psicótico. En el cementerio, Frank trata de matar a Anna, pero ella lo hiere con una pala dejándolo en una tumba recién cavada y escapa. Frank comienza a sufrir desorientación y perturbadoras alucinaciones del cadáver de su madre levantándose de su tumba y haciéndole señas desde su cama. Vuelve a su apartamento, donde tiene una visión de los maniquíes transformándose en cadáveres reanimados de sus víctimas que buscan venganza y le destrozan el cuerpo.
A la mañana siguiente, dos detectives, al parecer alertados por Anna, derriban la puerta del apartamento de Frank. Lo encuentran en la cama, sangrando por el estómago como resultado de una herida autoinfligida. Los detectives, al ver la colección de maniquíes de Frank se van del apartamento, momento en que Frank abre los ojos y termina la película.

## Reparto
- Joe Spinell – Frank Zito
- Caroline Munro – Anna D'Antoni
- Abigail Clayton – Rita
- Kelly Piper – Enfermera
- Rita Montone – Prostituta
- Tom Savini – Chico de la discoteca
- Hyla Marrow – Chica de la discoteca
- James Brewster – Chico de la playa
- Linda Lee Walter – Chica de la playa
- Tracie Evans – Prostituta callejera
- Sharon Mitchell – Enfermera #2
- Carol Henry – Vago holgazán
- Nelia Bacmeister – Carmen Zito
- Louis Jawitz – director de arte
- Denise Spagnuolo – Denise
- Billy Spagnuolo – Billy
- Frank Pesce – Reportero de televisión
- William Lustig - Hotelero

## Censura
La película no tiene calificación porque no fue presentada a la MPAA; si hubiera sido así, es casi seguro que se le hubiera dado una calificación de X. El póster dice que "Ninguna persona menor de 17 es admitida", una práctica de los cines en ese momento para las películas ultraviolentas sin calificación como Dawn of the dead.

## Producción y recepción
El director William Lusting, que anteriormente había trabajado como director de películas pornográficas, utilizó las ganancias de su película Hot Honey de 1977 para realizar Maniac.
Con un presupuesto minúsculo, muchas escenas tuvieron que filmarse al estilo guerrilla porque la producción no podía permitirse pagar los permisos a la ciudad. La famosa escena del escopetazo fue una de ellas, rodada en apenas una hora. El rodaje comenzó el 21 de octubre de 1979 y finalizó el 18 de enero de 1980.
La escena más famosa y comentada de la película es la del "chico de discoteca", en la que a Tom Savini, el encargado de los efectos especiales y vestido con todo el atuendo disco de la década de 1970, le estalla la cabeza con un disparo a bocajarro de una escopeta, mientras está con una mujer en el asiento delantero de su automóvil. La escena nocturna, filmada a cámara lenta e iluminada en su totalidad por las luces reflejadas del coche, es muy gráfica y realista en su descripción de los daños causados en la cabeza del hombre, hecha pedazos por el disparo a quemarropa con perdigones de calibre 12. Savini fue un veterano de la Guerra de Vietnam y usó su conocimiento de primera mano de la carnicería que vio en el campo de batalla para crear el efecto. Dado que empleó munición real para disparar al molde de su propia cabeza, Savini arrojó inmediatamente la escopeta al maletero del automóvil que esperaba conducido por un asistente, Luke Walter, amigo de Spinell, para evitar ser atrapado por la policía.
El crítico de cine Gene Siskel describió ruidosamente en Sneak Previews cómo se asqueó con la película, y salió a los treinta minutos (después de la escena del crimen con escopeta), diciendo que la película "no podía reparar su error" después de la cantidad de violencia mostrada hasta ese punto. Sin embargo, en la década de 1990, se le preguntó a Siskel si alguna vez había salido de una película y no la mencionó, diciendo en su lugar que había salido de la película de 1996 Black Sheep a causa de su aversión por Chris Farley y en la película de Disney de 1971 The Million Dollar Duck.

### Premios
Maniac fue nominada a un Premio Saturn por la Academia de Cine de Ciencia Ficción, Fantasía y Terror de Estados Unidos, a la mejor película de bajo presupuesto en 1981.

## Secuela
Spinell planeaba hacer una secuela titulada Maniac 2: Mr. Robbie, en el que habría interpretado a un presentador de programas televisivos infantiles que asesinaba a los padres abusivos de sus fanes. En 1986 se rodó una película promocional, pero Spinell fue incapaz de encontrar apoyo financiero. Algunas partes de la película se pueden ver en el DVD.

## Estrenos
Blue Underground lanzó la versión en Blu-Ray el 26 de octubre de 2010.

## Cultura Pop
La canción "Maniac", fue escrita por Michael Sembello y Dennis Matkosky, este último inspirado en la película.[cita requerida] La letra sobre un asesino fue reescrita para que pudiera ser utilizada en la película Flashdance en 1983. El uso de la canción en Flashdance le valió una nominación al Óscar, pero fue descalificada cuando se supo que la canción no había sido escrita específicamente para la película.
Un extracto de diálogo del tráiler de la película fue sampleado en la canción "Frank Zito, The Maniac" de la banda de metal Frightmare en su álbum "Midnight Murder Mania".

## Remake
Lustig planeó un remake de su película. Durante la edición 2009 del New York Horror Film Festival, mientras recibía un Premio a la Trayectoria, Lustig anunció que el contrato para el remake había sido firmado.
Maniac, del director francés Franck Kjalfoun, ha ganado el Premio a la mejor película de Fant 2013, el Festival de Cine Fantástico de Bilbao, «por introducir al público de forma original en la mente del asesino y por su capacidad de reinventar una referencia clásica del cine de terror», según el fallo del jurado.
Maniac es el remake de 2012 de la película homónima de 1980, dirigida por William Lustig y protagonizada por Elijah Wood.